# Wilhelm Rullmann (Amtmann)
Philipp Christian (Christoph) Wilhelm Rullmann (* 10. Dezember 1801 in Lich; † 7. Juni 1865 in St. Goarshausen) war Amtmann, Justizrat und nassauischer Landtagsabgeordneter.

## Familie
Wilhelm Rullmann war der Sohn des Kriegskollegialdirekors und Geheimen Kriegsgerichtsrats Philipp Christoph Rullmann (* 12. August 1768; † 4. Juli 1828) und dessen Frau Sophie Charlotte Christiane geborene Knorr (* 25. Juli 1778; † 12. Januar 1862). Wilhelm Rullmann, der evangelischer Konfession war, heiratete 1832 Augusta Elisa Marie Georgetta Christina Wilhelmine geborene Müller (* 17. Dezember 1807; † 25. Mai 1883), die Tochter des Superintendenten Justus Balthasar Müller.

## Leben
Nach dem Besuch der Schule in Wetzlar und 1817–1818 des Gymnasiums in Weilburg studierte er von 1820 bis 1823 an der Universität Göttingen Rechtswissenschaften. 1823 bis 1830 war er Amtsakzessist in den Ämtern Hochheim, Rüdesheim, Braubach und Meudt. 1831 bis 1840 war er Amtssekretär in den Ämtern St. Goarshausen, Braubach, Weilburg und Runkel. 1839 wurde er Amtsassessor. 1840 wurde er Amtmann und leistete Dienst im Amt Marienberg (1840–1842), Amt Reichelsheim (1842-−1845), Amt Herborn (1845–1845), Amt Eltville (1854–1859) und Amt St. Goarshausen (1859–1865). 1864 wurde er zum Justizrat ernannt und ging in den Ruhestand. Bereits am 27. Januar 1856 hatte er als Justizamtmann in Eltville das Ritterkreuz des Großherzoglich Hessischen Verdienstordens Philipps des Großmütigen verliehen bekommen.

## Politik
In einer Nachwahl für Carl Schenck, der sein Mandat nicht angenommen hatte, wurde Wilhelm Rullmann 1852 im Wahlkreis II (Herborn) in die Zweite Kammer der Landstände des Herzogtums Nassau gewählt, der er bis 1857 angehörte.